# Frontière entre l'Utah et le Wyoming
La frontière entre l'Utah et le Wyoming est une frontière intérieure des États-Unis délimitant les territoires de l'Utah au nord-est et du Wyoming au sud-ouest.
Son tracé est constitué de deux sections perpendiculaires l'une de l'autre :
- la première orientée nord-sud, suit le 111e méridien ouest de son intersection avec le 42e parallèle nord jusqu'à celui 41e parallèle nord ;
- la seconde orientée est-ouest, suit depuis ce dernier point, le 41e parallèle nord jusqu'au 109e méridien ouest.

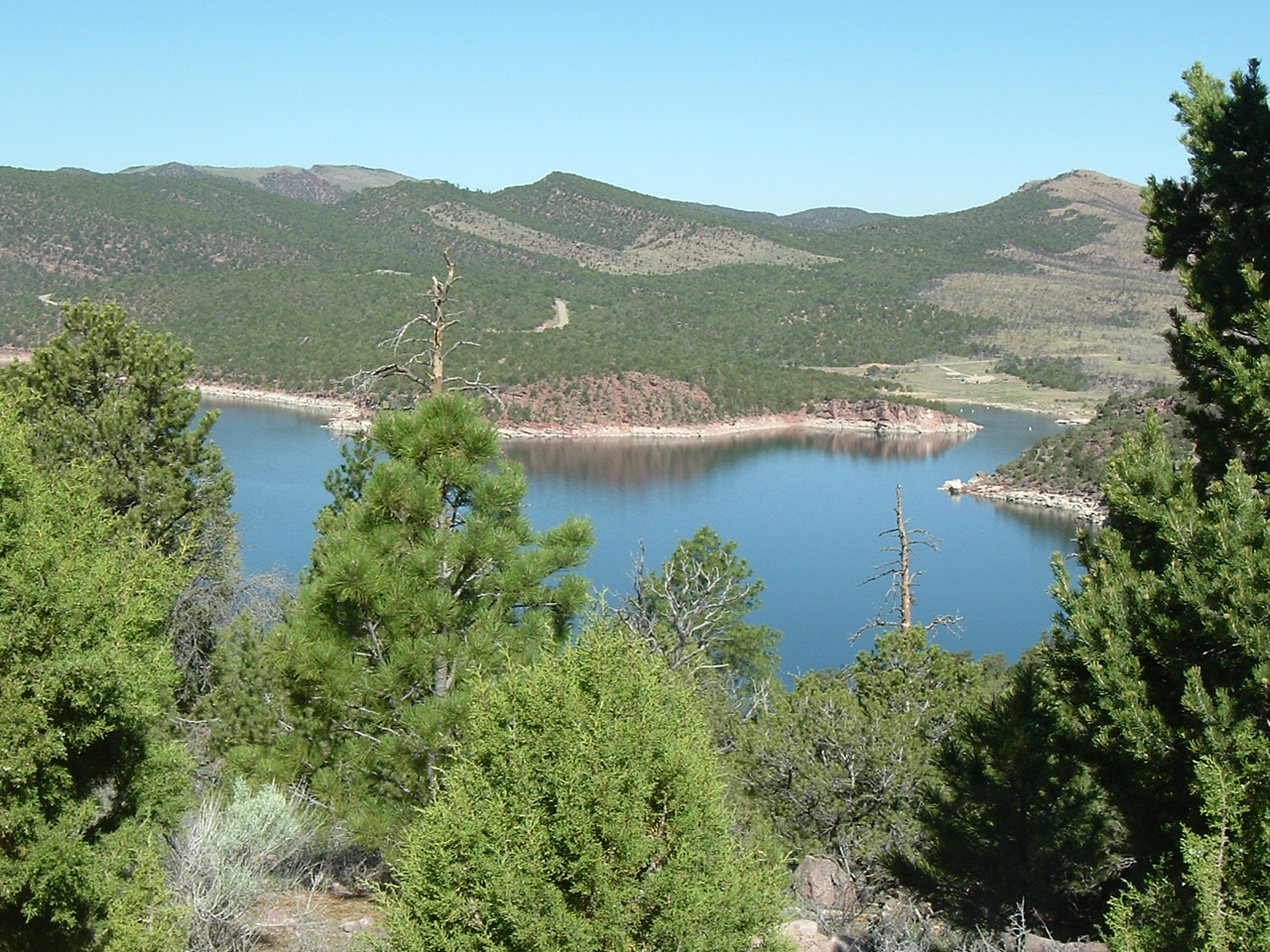
Le réservoir de Flaming Gorge est sur la frontière.